# Grote piraat
De grote piraat (Pirata piscatorius) is een spinnensoort uit de familie van de wolfspinnen (Lycosidae). De wetenschappelijke naam van de soort werd, als Araneus piscatorius, in 1758 gepubliceerd door Carl Alexander Clerck.
De soort komt voor in Europa en Rusland (het Europese deel tot Midden-Siberië).